# 船山泰範
船山 泰範（ふなやま やすのり、1946年9月4日 - ）は、日本の法学者。弁護士。日本大学法学部・法科大学院名誉教授。専門は刑法。過失犯、医療過誤、刑事司法の役割論など。

## 人物
東京都出身。日本大学法学部卒業後、日本大学大学院法学研究科修士課程を修了。大学・大学院通じて日沖憲郎に薫陶を受く。日本大学法学部助手時代には、眼病を患いつつも日本大学で非常勤講師をしていた藤木英雄に看病しつつ、薫陶を受く。その後、日本大学法学部専任講師、助教授、教授を経て、2004年に日本大学法学部・同大学院法務研究科教授。2017年に日本大学を定年退職した。
大学通信教育部で教鞭をとった経験から、難解な刑法理論を分かりやすく説明することを得意としており、助教授時代から複数の入門書を執筆している。司法試験予備校である辰己法律研究所においても、旧司法試験の論文式試験問題の解説講義を担当した（その後も、毎年辰己法律研究所が発行する受験雑誌であるHi Lawyerの誌面上で解説講義を行っている）。
また、日本法育学会において、「法」の理念・目標などをさまざまな手段を用いて伝えることを通し、民主的な社会の一員を育む「法育」の大切さを提唱している。
なお、大学のゼミにおいては毎年市民向けの裁判員方式による模擬裁判、模擬評議を行なっていた。

## 経歴
- 1965年　都立日比谷高校卒業
- 1971年　日本大学法学部法律学科卒業
- 1973年　日本大学法学研究科修士課程修了
- 1973年　日本大学法学部助手・同通信教育課程インストラクター
- 1977年　創価大学法学部通信教育課程専任講師・同経済学部通信教育課程兼任講師
- 1983年　日本大学法学部専任講師
- 1988年　日本大学法学部助教授
- 1998年　日本大学法学部教授
- 2004年　日本大学法科大学院教授（2007年まで）
- 2011年　日本大学評議員（2014年まで）
- 2017年　日本大学定年退職。同名誉教授。同法学部非常勤講師[2]

## 主要著書

### 単著
- 『刑法がわかった（改訂第7版）』（法学書院、2017年）
- 『刑法を学ぶための道案内』（法学書院、2016年）
- 『刑法の礎 各論』（法律文化社、2016年）
- 『刑法の礎 総論』（法律文化社、2014年）
- 『Next教科書シリーズ　刑事法入門』（弘文堂、2014年）
- 『マスター刑法』（立花書房、2010年）
- 『事例で学ぶ刑法各論』（成文堂、2008年）
- 『ホーンブック 新刑法総論』（北樹出版、2008年）
- 『ホーンブック 新刑法各論』（北樹出版、2008年）
- 『刑法の役割と過失犯論』（北樹出版、2007年）
- 『図解雑学 刑法（改訂新版）』（ナツメ社、2005年）
- 『新版補訂版 司法試験論文本試験過去問　刑法』（辰巳法律研究所、2004年）
- 『基本法学叢書 刑法』（弘文堂、1999年）

### 共著
- 『福島原発、裁かれないでいいのか』（朝日新書、2015年）
- 『刑法演習50選ー入門から展開まで』（北樹出版、2012年）
- 『新法学入門 第2版』（弘文堂、2012年）
- 『裁判員のための法律用語＆面白ゼミナール』（法学書院、2009年）
- 『裁判員のための刑法入門』（ミネルヴァ書房、2008年）
- 『図解雑学 裁判員法』（ナツメ社、2008年）
- 『刑法各論 判例ゼミ』(学陽書房、1980年)
- 『刑法総論 判例ゼミ』(学陽書房、1979年)